# Budjonnovsk
Budjonnovsk (ryska Будённовск) är en stad i Stavropol kraj i Ryssland. Folkmängden uppgår till cirka 63 000 invånare.